# 4-甲基苯甲醛

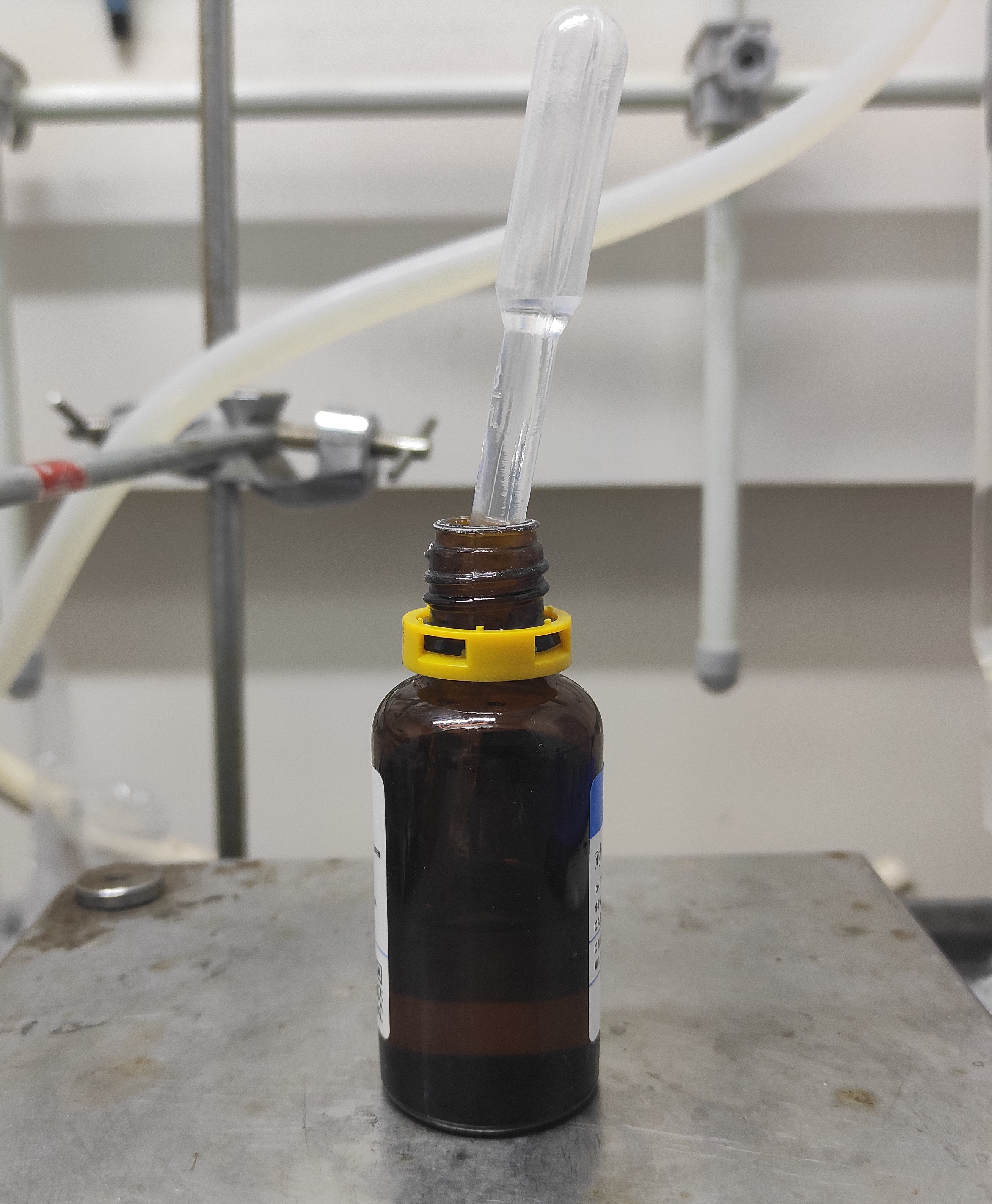
4-甲基苯甲醛化学试剂

4-甲基苯甲醛是一种有机化合物，为芳香醛。

## 合成
它可以由甲苯、一氧化碳和氯化氢的Friedel-Crafts反应制备，反应条件参见Gattermann-Koch反应。

## 用途
4-甲基苯甲醛可用于食用香料、三苯甲烷染料的合成。